# William Giauque
William Francis Giauque, född 
12 maj 1895 i Niagara Falls i Ontario, död 28 mars 1982 i Berkeley i Kalifornien, var en amerikansk fysikalisk kemist.

## Biografi
Giauque var professor i kemi vid University of California. Han upptäckte syreisotoperna O17 och O18.
År 1949 erhöll han Nobelpriset i kemi för sina studier av termodynamikens tredje huvudsats vid temperaturer nära absoluta nollpunkten.